# Hra na schovávanou (film)
Hra na schovávanou (v anglickém originále Hide and Seek) je americký filmový thriller z roku 2005. Režisérem filmu je John Polson. Hlavní role ve filmu ztvárnili Robert De Niro, Dakota Fanning, Famke Janssen, Elisabeth Shue a Dylan Baker.

## Obsazení
| Robert De Niro    | David Callaway/Charlie |
| Dakota Fanning    | Emily Callaway         |
| Famke Janssen     | Katherine Carson       |
| Dylan Baker       | šerif Hafferty         |
| Elisabeth Shue    | Elizabeth Young        |
| Amy Irving        | Allison Callaway       |
| Melissa Leo       | Laura                  |
| Robert John Burke | Steven                 |